# フィリベール・ド・シャロン
フィリベール・ド・シャロン（フランス語：Philibert de Chalon, 1502年3月18日 - 1530年8月3日）は、シャロン家出身の最後のオランジュ公（在位：1502年 - 1530年）。

## 生涯
フィリベールはノズロワでジャン4世・ド・シャロン＝アルレの子として生まれ、イタリアで皇帝カール5世の指揮官としてコニャック同盟戦争で戦った。ローマ劫掠に参加し、フィレンツェ包囲戦（1530年）の最終段階で戦死した。包囲戦中にカール5世との間で交わされた手紙が現存する。
イヴレーア家（アンスカリ家）の最後の男系子孫として1530年に死去し、オランジュ公の地位は姉クロードの息子、ルネ・ド・シャロンに引き継がれ、オラニエ＝ナッサウ家が創設された。